# Philonthus intermedius
Philonthus intermedius är en skalbaggsart som först beskrevs av Lacordaire 1835.  Philonthus intermedius ingår i släktet Philonthus, och familjen kortvingar. Arten är reproducerande i Sverige.